# Police municipale (France)
Pour les articles homonymes, voir Police municipale.
La police municipale en France désigne à la fois :
- le pouvoir de police administrative du maire, qui lui permet de faire respecter le bon ordre, la sûreté, la sécurité et la salubrité publiques sur le territoire de sa commune (articles L. 2212-1 et suivants du Code général des collectivités territoriales) ;
- et le service municipal de police composé d'agents de la fonction publique territoriale placés sous son autorité.

Créée ou non par chaque commune en fonction de ses besoins, la police municipale peut intervenir seule ou dans le cadre d’un service intercommunal, sous l'autorité fonctionnelle des maires des communes concernées. Les policiers municipaux et gardes champêtres assurent, dans la limite de leurs compétences légales, la prévention et la surveillance du respect des lois, règlements et arrêtés locaux.
Ces fonctionnaires sont notamment chargés par le maire, sous le contrôle administratif du représentant de l'État dans le département, d'assurer les missions de la police municipale, de la police rurale et de l'exécution des actes de l'État qui y sont relatifs sur le territoire de la municipalité (commune).
L'élu local détient ainsi d'importants pouvoirs (« pouvoir de police du maire ») de police administrative qui se voient définis à l'article L. 2212-2 du Code général des collectivités territoriales (CGCT) et qui ne peuvent s'exercer que sur le territoire communal.
Le rôle de la police municipale est défini comme d’améliorer la qualité de vie des personnes habitantes et présentes sur le territoire de la commune en travaillant en lien avec les administrés pour faire respecter les règles de bonne conduite, maintenir le bon ordre et réduire l’insécurité. 
Ils participent à la lutte contre les incivilités, mais aussi contre la délinquance et la criminalité. Leur compétence pénale est néanmoins limitée aux infractions qu’ils sont habilités à constater par le code de procédure pénale et les arrêtés locaux.
Les agents de police municipale (catégorie C), les chefs de service (catégorie B), les directeurs (catégorie A) et les gardes champêtres (catégorie C) sont des fonctionnaires territoriaux. En vertu de la loi du 15 avril 1999 et de ses décrets d’application, les policiers municipaux ont la qualité d’agents de police judiciaire adjoints et sont dépositaires de l’autorité publique, au même titre que les policiers nationaux et les gendarmes, mais avec des compétences limitées par la loi.
Ainsi, les policiers municipaux et les gardes champêtres sont partie intégrante des forces de l'ordre dans la police française et sont dépositaires de l'autorité publique au même titre que les policiers nationaux et les gendarmes.

## Historique

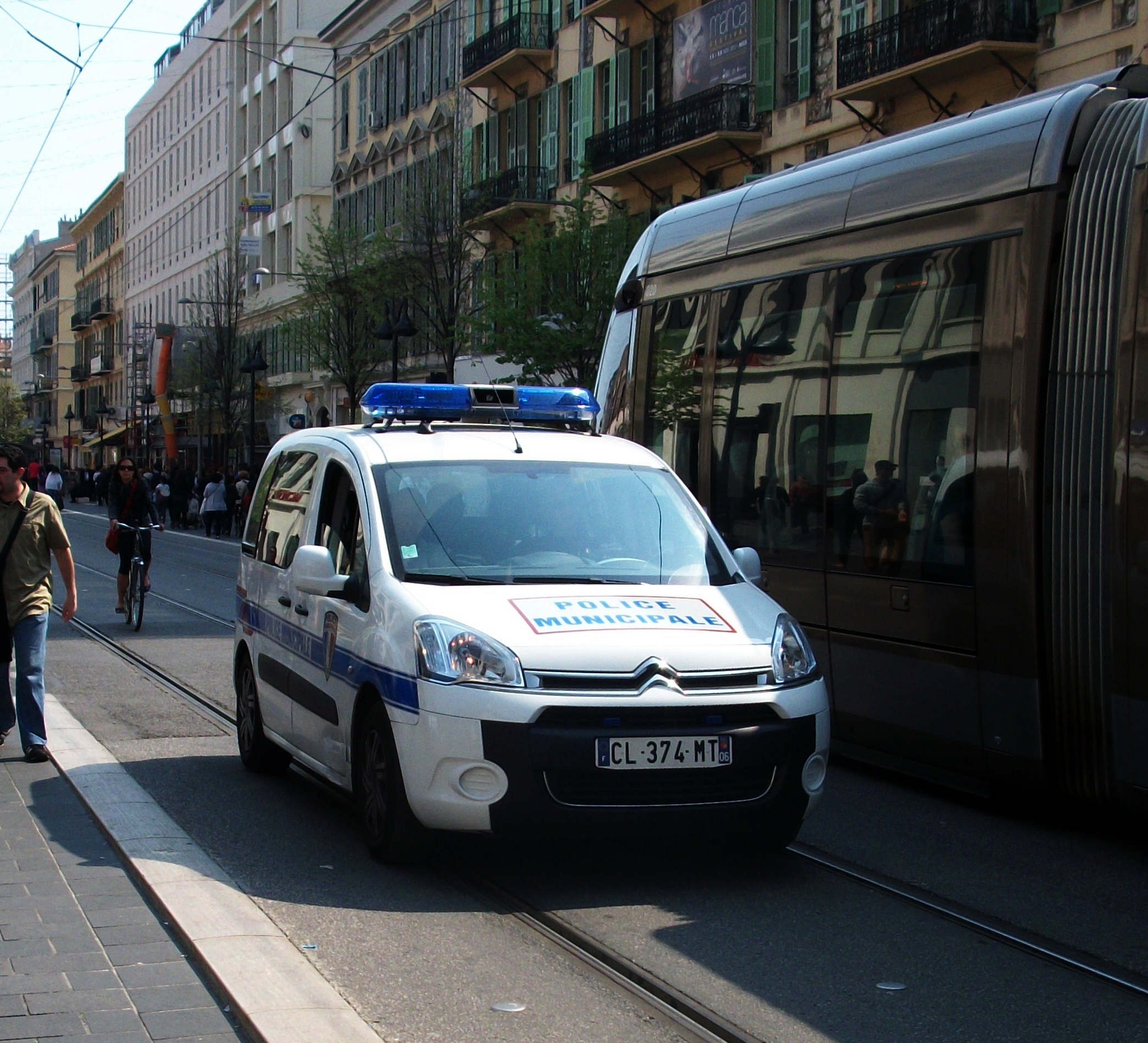
Véhicule de la police municipale de Nice.

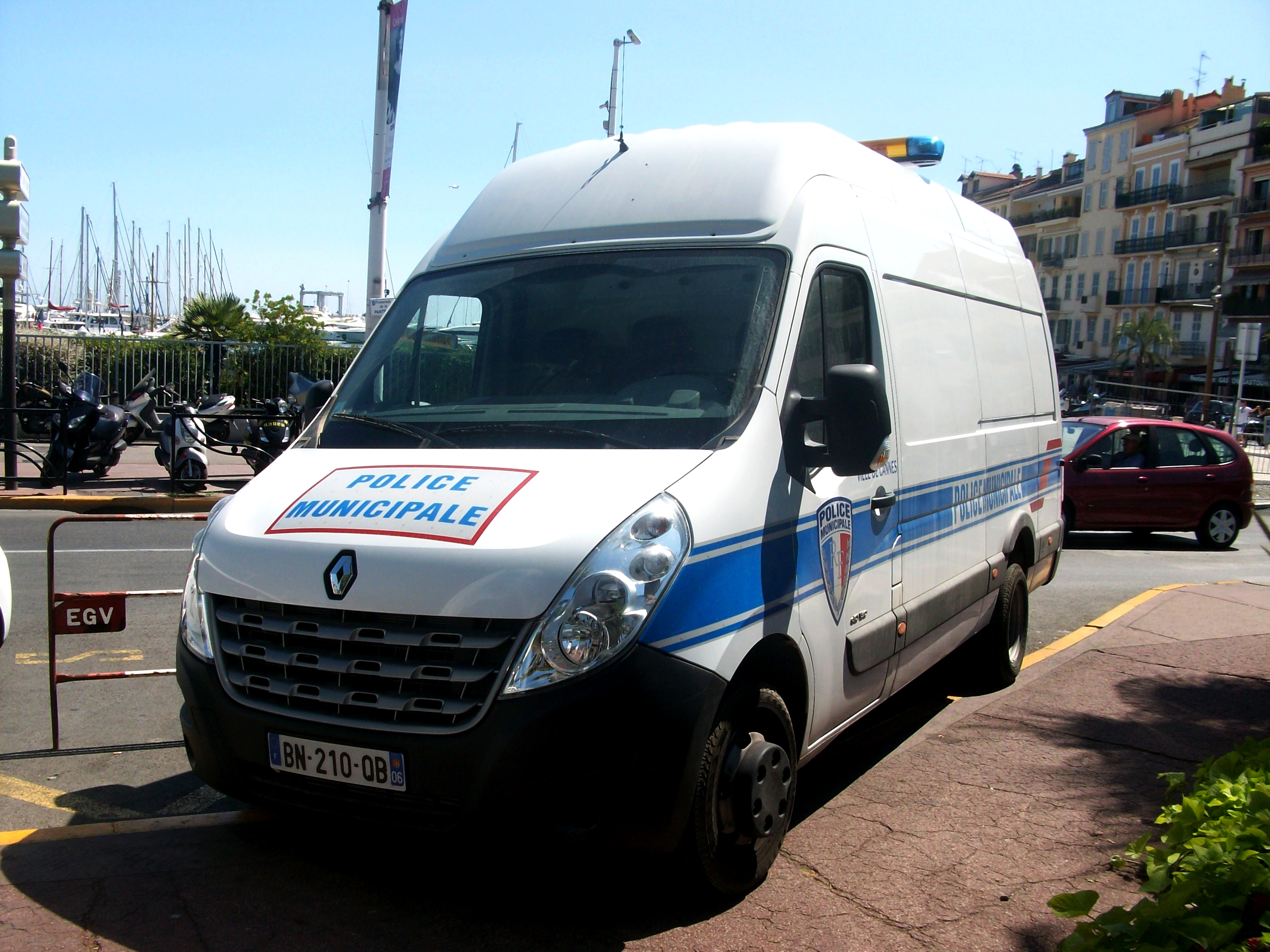
Fourgon de la police municipale de Cannes.

### Période Médiévale et Ancien Régime
On peut considérer que l'inspiration des actuelles polices municipales remontent à l'Ancien Régime en tant qu'une des manifestations de la souveraineté des communes libres du Moyen Âge.
En effet bien que les communes médiévales ne possédaient pas véritablement de "souveraineté" au sens moderne du terme, elles bénéficiaient néanmoins de franchises et de privilèges accordés par les seigneurs ou le roi. Cela leur permettaient de s'auto-administrer dans des limites strictement définies. Ces privilèges incluaient effectivement la gestion de l'ordre public local, mais toujours sous l'autorité ultime du seigneur ou du souverain.
On parlait alors plutôt de "police" au sens large, c'est-à-dire de l'art de gouverner la cité, comprenant la sécurité, la salubrité, les marchés, et l'ordre public en général. Les fonctions policières étaient assurées par diverses institutions : guet bourgeois, sergents, prévôts, baillis, ou encore milices communales.

### Rupture révolutionnaire
La Révolution française amplifie et formalise cette notion avec la loi du 14 décembre 1789 qui s'inscrit dans une continuité partielle avec l'ancien système. Elle maintient le principe d'une police locale tout en plaçant explicitement les maires à la tête des pouvoirs de police. L'innovation principale réside dans la légitimité démocratique : les maires deviennent des élus responsables devant leurs concitoyens plutôt que des agents du seigneur.
Elle crée les polices municipales modernes et prévoit que les maires ont la responsabilité des pouvoirs de police et doivent exercer cette mission à l’aide de la garde nationale, composée de citoyens, et précise que les corps municipaux sont chargés de « faire jouir les habitants des avantages d’une bonne police, notamment de la propreté, de la salubrité, de la sûreté dans les rues, lieux et édifices publics »,.

### Napoléon et la IIIème Répubique
Le Directoire puis Napoléon Bonaparte réorganisent la police pour la mettre à la disposition du pouvoir central, avec la création du Ministère de la Police, tout en maintenant juridiquement l'existence des polices municipales. Il crée ainsi un système préfectoral centralisé autour de cette force. Bonaparte, premier Consul, entreprend de constituer une police à sa dévotion, dont il nomme lui-même les commissaires. 
Un cas particulier est alors mis en place en 1800 avec la création de la Préfecture de police de Paris, héritière de la Lieutenance générale pour la ville de Paris.
La loi du 5 avril 1884, considérée comme la première loi organisant une structure démocratique des communes françaises, gérée par un maire élu par le Conseil municipal, sous la tutelle préfectorale, définit également le champ d’action de la police municipale.
Cette loi instaure en réalité un système complexe et contradictoire : les maires conservent les pouvoirs de police mais les commissaires sont nommés par l'État. Le maire nomme par contre les agents et inspecteurs de police qui ont donc le statut d’agents communaux.
Cette cohabitation souvent difficile entre pouvoir local élu et fonctionnaires d'État alimentera "des décennies durant, la chronique et la critique" jusqu'à l'étatisation de Vichy. 
De plus, des commissaires cantonaux furent créés et nommés par le préfet dans les villes de moins de 6 000 habitants et par le président de la République pour les villes de 6 000 habitants. Des commissaires départementaux coiffent l'ensemble du dispositif.

### L'étatisation sous Vichy: des conséquences durables
Durant l'Entre-deux-guerres, des maires de grandes villes, comme Nice, Strasbourg, Metz et Toulouse, demandent et obtiennent l'étatisation de leur police.
L'article 18 de l'acte dit loi du 23 avril 1941 portant organisation générale des services de police en France du Gouvernement de Vichy étatise d'autorité les polices municipales des communes de plus de 10 000 habitants, et qualifie de gardien de la paix les anciens policiers municipaux désormais recrutés par l'État. Ce texte n'est pas abrogé par l'Ordonnance du 9 août 1944 relative au rétablissement de la légalité républicaine sur le territoire continental.
Cette étatisation constitue une rupture majeure dans l'histoire des polices municipales françaises. Cette réforme ne fut pas simplement technique : elle répondait aux besoins d'un régime autoritaire souhaitant contrôler étroitement les forces de police.
Le maintien de cette législation après 1944 constitue une anomalie juridique remarquable : la République restaurée a conservé une organisation policière créée par Vichy, ce qui illustre l'efficacité de cette réforme du point de vue organisationnel.

### Évolutions contemporaines
Dans les communes ayant conservé une police municipale, une loi de 1972[Laquelle ?] qualifie les policiers municipaux d'agents de la force publique et la loi no 78-788 du 28 juillet 1978 leur confère la qualité d'agent de police judiciaire adjoint.
Le rapport Bonnemaison de 1980 préconise la mise en œuvre de politiques locales de sécurité, redonnant ainsi un rôle significatif aux polices municipales.

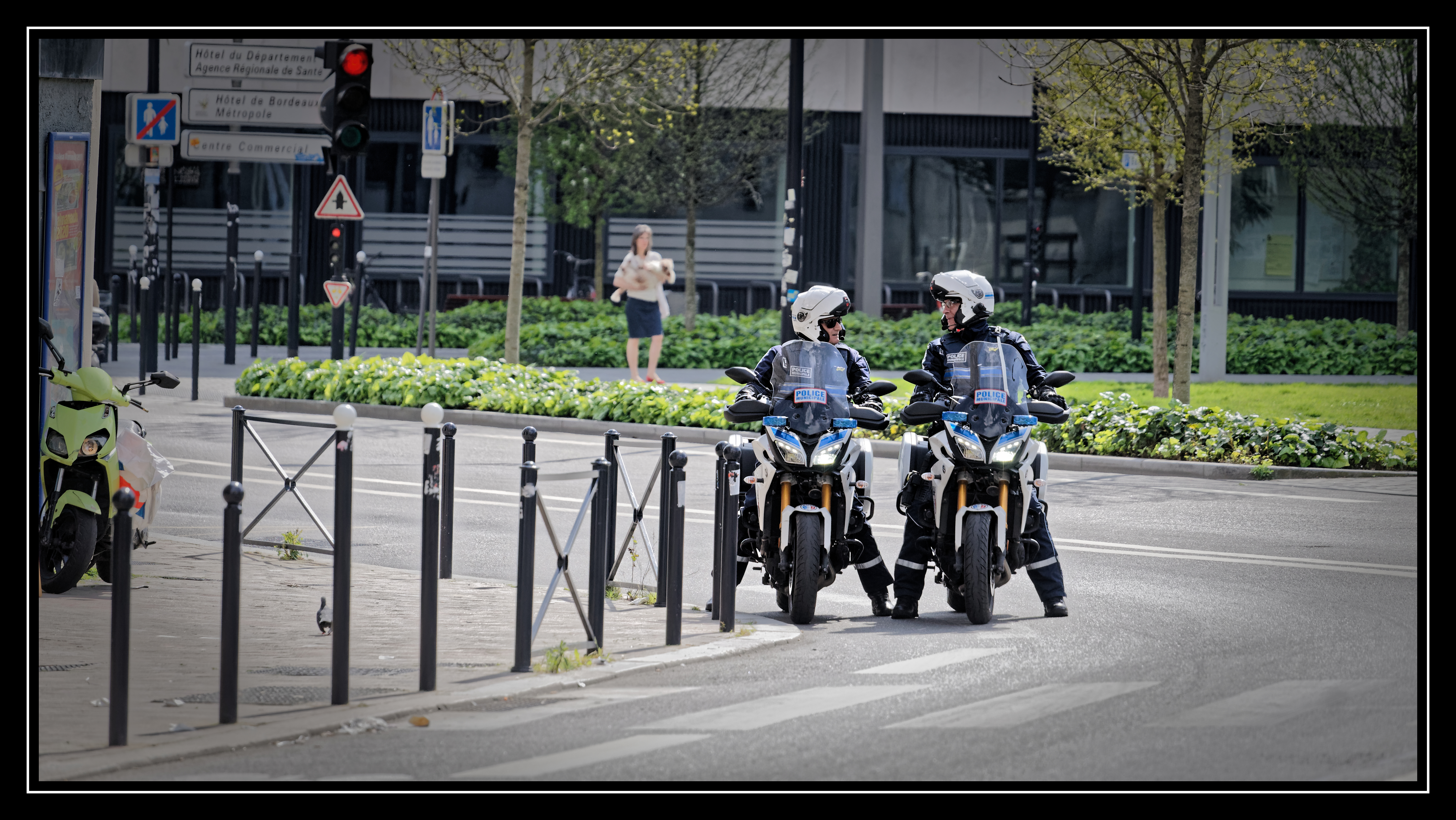
Motards de la Police Municipale de Bordeaux

En 1994, le Ministre de l'Intérieur de l'époque, Charles Pasqua définit le premier statut particulier du cadre d'emploi d'agent de police municipale.
La loi no 99-291 du 15 avril 1999 relative aux polices municipales rénove le statut de la police municipale et réaffirme son rôle. Les compétences des agents se développent ensuite notamment au travers des Lois no 2001-1062 du 15 novembre 2001, relative à la sécurité quotidienne et no 2003-239 du 18 mars 2003 pour la sécurité intérieure,.
Dans les années 2000-2010, deux fonctions de la police municipale s'affrontent : « Pour les uns, la police municipale incarne une nouvelle forme de police de proximité, d'aide aux personnes, proche des demandes des administrés. Pour les autres, elle a une mission plus explicite de lutte contre la petite délinquance, sur fond de désengagement étatique ». Par ailleurs, un certain nombre de responsables politiques veulent que la police municipale n'agisse uniquement pour ce qui est strictement ou presque la réglementation municipale (stationnement, taille de haies, sécurité des bâtiments communaux, arrêtés particuliers, circulation lors de travaux, etc.), d'autres veulent carrément la supprimer pour que seul l’État intervienne dans son rôle de police. 
Cependant, depuis les années 1980, la police municipale est bel et bien prise en compte, les deux fonctions citées en premier semblant prendre de l'ampleur dans l'esprit des politiques.
Les tensions au fil des époques reflètent des questions profondes sur la répartition des compétences entre État et communes en matière de sécurité.
L'enjeu contemporain de la police municipale - trouver un équilibre entre autonomie locale et cohérence nationale de l'action policière - reproduit en réalité des tensions séculaires entre pouvoirs central et local que l'histoire éclaire plus qu'elle ne les résout.

### Le cas particulier de Paris

#### La Préfecture de Police
Paris conserve un statut institutionnel unique avec sa Préfecture de police créée en 1800. 
Cette institution, héritière de la Lieutenance générale de police de l'Ancien Régime, qui dispose de prérogatives exceptionnelles qui la distinguent des autres villes à police étatisée.
Spécificités parisiennes :
- Le préfet de police exerce directement les pouvoirs de police générale normalement dévolus au maire
- Il a une compétence étendue aux départements de la petite couronne (Hauts-de-Seine, Seine-Saint-Denis, Val-de-Marne) pour certaines missions
- La Préfecture de Police a un budget et des effectifs considérables (environ 22 000 personnels sous Vichy, maintenant plus de 27 000 agents)

#### Police municipale de Paris
Jusqu'à la promulgation de la loi dite "sécurité globale" le 25 mai 2021, la Ville de Paris ne pouvait pas disposer de police municipale.
La Direction de la Police Municipale et de la Prévention (DPMP) de la Ville de Paris était jusqu'alors composée d'agents chargés d'un service de police (inspecteurs de sécurité ; techniciens de tranquillité publique et surveillance) et d'agents de police judiciaire adjoints (Agent de Surveillance de Paris ; contrôleurs de la Ville de Paris). 
Leurs uniformes étaient ressemblants, voire similaires à ceux de la police municipale et leurs missions étaient très proches.
Le Conseil de Paris a voté en faveur de la création d'une police municipale le 2 juin 2021.
Elle coexiste désormais avec la Préfecture de police selon une répartition des compétences spécifique : la police municipale de Paris traite les incivilités et contraventions, tandis que la Préfecture de police conserve les missions de sécurité publique et de maintien de l'ordre.

## Faits notables

### Décorations collectives
- La police municipale de Nice, dans son ensemble, a été décorée de la Médaille d'honneur pour acte de courage et de dévouement à la suite de l'attentat du 14 juillet 2016[21]. Cette distinction collective exceptionnelle reconnaît l'héroïsme dont ont fait preuve les policiers municipaux lors de cette attaque terroriste qui a coûté la vie à 86 personnes sur la Promenade des Anglais.
- Suite à l'attentat de la basilique Notre-Dame de Nice en octobre 2020, neuf policiers municipaux de Nice ont été décorés de l'Ordre National du Mérite pour avoir neutralisé l'assaillant[22].

### Évolution des missions et reconnaissance professionnelle
Depuis 2021, les agents de police municipale cités à titre posthume à l'ordre de la Nation bénéficient d'une promotion automatique au grade de chef de service de police municipale.

## Effectifs

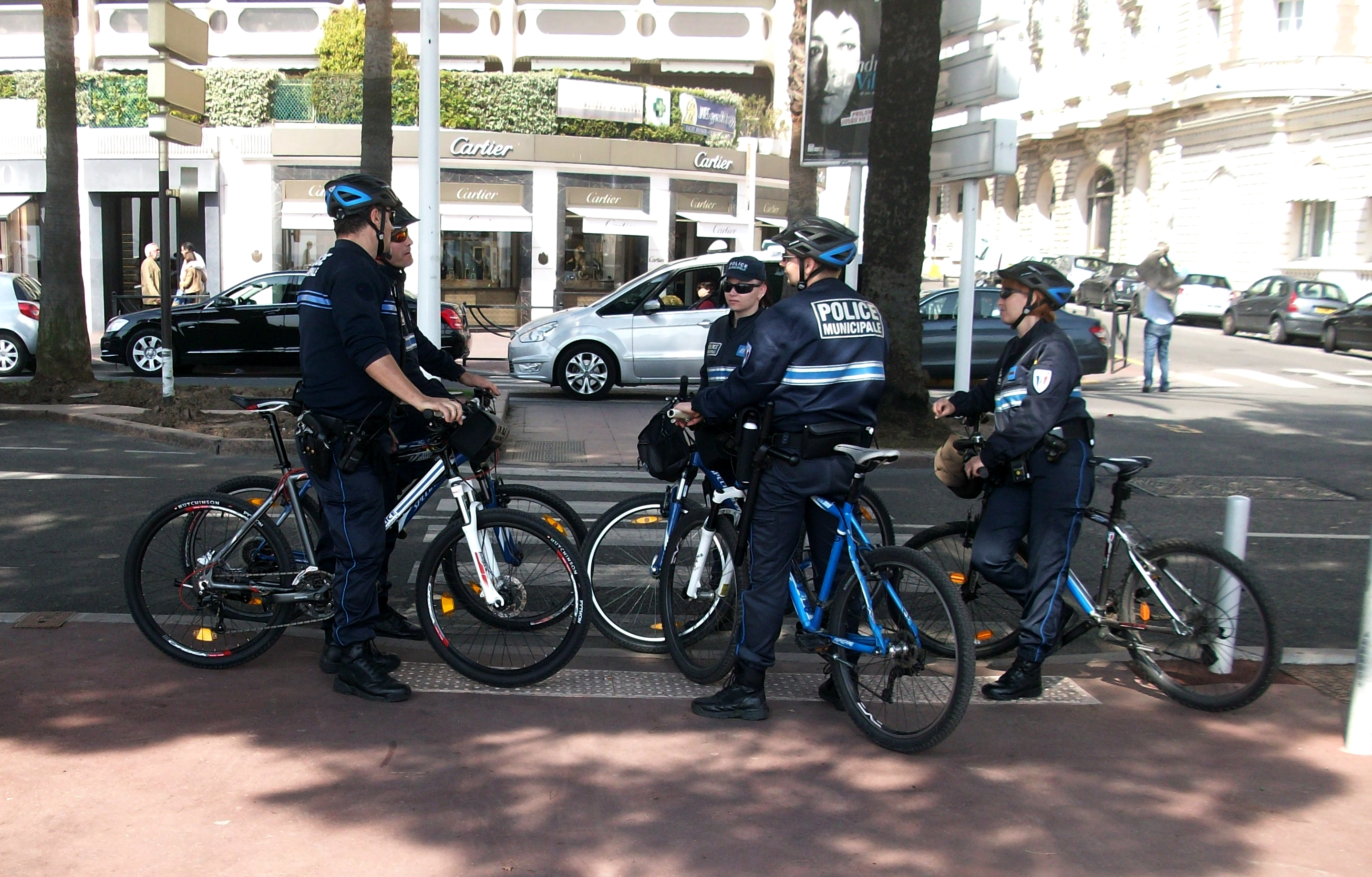
Cyclistes de la police municipale de Cannes.

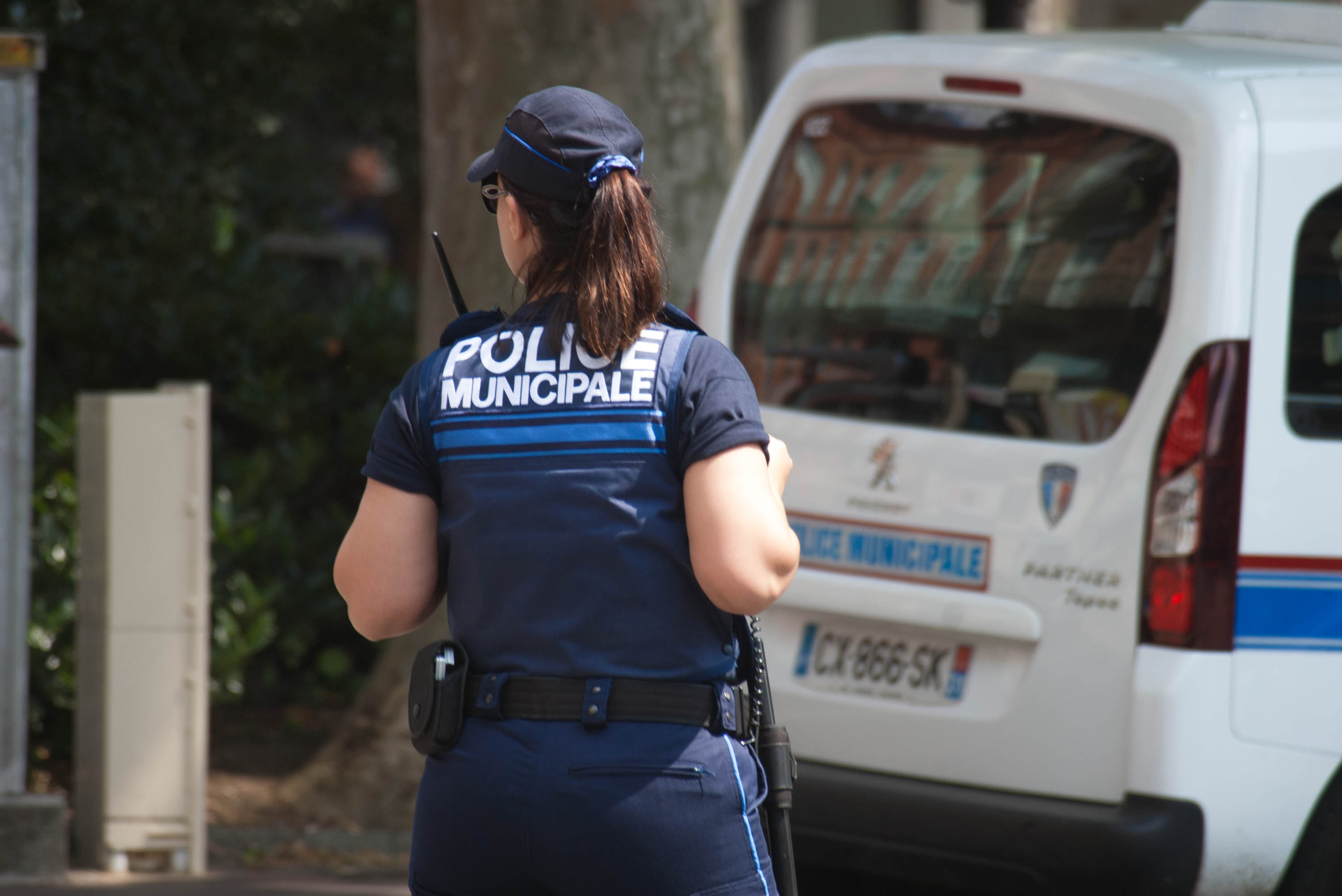
Policière municipale de Toulouse en sécurisation lors d'une manifestation.

Carte des communes françaises ayant un service de police municipale.

Les effectifs de la police municipale sont en forte croissance depuis le début des années 2010, en particulier sous l'effet des attentats commis durant la décennie, provoquant des tensions sur le recrutement,, :
| Année | Effectif des policiers municipaux | Nombre de communes ou EPCI ayant une police municipale, |
| ----- | --------------------------------- | ------------------------------------------------------- |
| 1984  | 5 641                             | 1 748                                                   |
| 1987  | 8 159                             | 2 345                                                   |
| 1989  | 9 361                             | 2 663                                                   |
| 1993  | 10 977                            | 2 849                                                   |
| 1999  | 13 098                            | 3 030                                                   |
| 2004  | 16 673                            | 3 400                                                   |
| 2010  | 18 000                            | 3 500                                                   |
| 2011  | 18 000                            | 3 500                                                   |
| 2012  | 19 479                            | 4 349                                                   |
| 2013  | 19 925                            | 3 852                                                   |
| 2014  | 20 448                            | 3 852                                                   |
| 2015  | 20 996                            | 4 500                                                   |
| 2016  | 21 454                            | 8 920[réf. nécessaire]                                  |
| 2017  | 22 083                            | 7 012[réf. nécessaire]                                  |
| 2018  | 22 780                            | 7 982[réf. nécessaire]                                  |
| 2019  | 23 934                            | 4 555                                                   |
| 2022  | 27131[réf. nécessaire]            | 4558                                                    |

En 2019, les 4 555 communes ou EPCI disposant d'un service de police municipale représentaient près de 50 millions d'habitants dont 83 % étaient couverts par un des 2638 services dotés d'armements. Outre 23 934 agents de police municipale, ces services comprenaient également 8 239 ASVP 725 gardes-champêtres et 397 maîtres chiens .

## Législation
Le maire est officier de police judiciaire (OPJ) sur le territoire de la commune qu'il administre. Il est chargé « sous le contrôle administratif du représentant de l'État dans le département, de la police municipale, de la police rurale et de l'exécution des actes de l'État qui y sont relatifs ».

Dans ce sens, 
« la police municipale a pour objet d'assurer le bon ordre, la sûreté, la sécurité et la salubrité publiques. Elle comprend notamment :
1° Tout ce qui intéresse la sûreté et la commodité du passage dans les rues, quais, places et voies publiques, ce qui comprend le nettoiement, l'éclairage, l'enlèvement des encombrements, la démolition ou la réparation des édifices et monuments funéraires menaçant ruine, l'interdiction de rien exposer aux fenêtres ou autres parties des édifices qui puisse nuire par sa chute ou celle de rien jeter qui puisse endommager les passants ou causer des exhalaisons nuisibles ainsi que le soin de réprimer les dépôts, déversements, déjections, projections de toute matière ou objet de nature à nuire, en quelque manière que ce soit, à la sûreté ou à la commodité du passage ou à la propreté des voies susmentionnées ;
2° Le soin de réprimer les atteintes à la tranquillité publique telles que les rixes et disputes accompagnées d'ameutement dans les rues, le tumulte excité dans les lieux d'assemblée publique, les attroupements, les bruits, les troubles de voisinage, les rassemblements nocturnes qui troublent le repos des habitants et tous actes de nature à compromettre la tranquillité publique ;
3° Le maintien du bon ordre dans les endroits où il se fait de grands rassemblements d'hommes, tels que les foires, marchés, réjouissances et cérémonies publiques, spectacles, jeux, cafés, églises et autres lieux publics ;
4° L'inspection sur la fidélité du débit des denrées qui se vendent au poids ou à la mesure et sur la salubrité des comestibles exposés en vue de la vente ;
5° Le soin de prévenir, par des précautions convenables, et de faire cesser, par la distribution des secours nécessaires, les accidents et les fléaux calamiteux ainsi que les pollutions de toute nature, tels que les incendies, les inondations, les ruptures de digues, les éboulements de terre ou de rochers, les avalanches ou autres accidents naturels, les maladies épidémiques ou contagieuses, les épizooties, de pourvoir d'urgence à toutes les mesures d'assistance et de secours et, s'il y a lieu, de provoquer l'intervention de l'administration supérieure ;
6° Le soin de prendre provisoirement les mesures nécessaires contre les personnes atteintes de troubles mentaux dont l'état pourrait compromettre la morale publique, la sécurité des personnes ou la conservation des propriétés ;
7° Le soin d'obvier ou de remédier aux événements fâcheux qui pourraient être occasionnés par la divagation des animaux malfaisants ou féroces ;
8° Le soin de réglementer la fermeture annuelle des boulangeries, lorsque cette fermeture est rendue nécessaire pour l'application de la législation sur les congés payés, après consultation des organisations patronales et ouvrières, de manière à assurer le ravitaillement de la population. »
— Article L. 2212-2 du Code général des collectivités territoriales. Les pouvoirs de police municipale du maire sont différents dans la Petite couronne de Paris (préfecture de police de Paris) et en Alsace-Moselle (droit local en Alsace et en Moselle).
Le maire dispose également de pouvoirs de réglementation sur le territoire de la commune portant sur de nombreux sujets, en particulier la réglementation de la circulation et du stationnement dans les voies ouvertes à la circulation publique.

### Statut du policier municipal

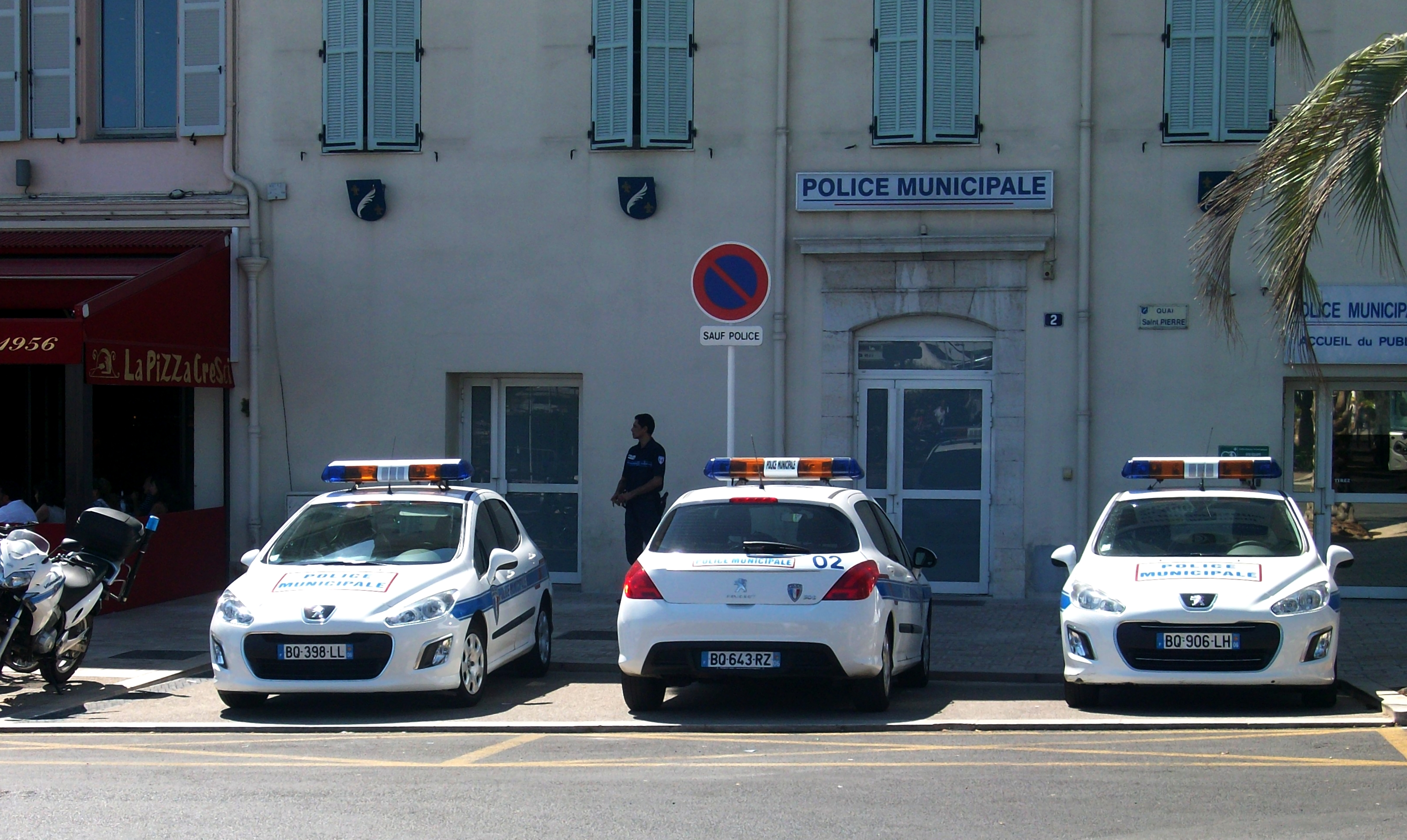
Police municipale de Cannes.

Le code de procédure pénale définit ainsi le rôle des policiers municipaux, qui sont des fonctionnaires territoriaux des communes et intercommunalités : 
« Sans préjudice de l'obligation de rendre compte au maire qu'ils tiennent de l'article 21 (du Code de procédure pénale), les agents de police municipale rendent compte immédiatement à tout officier de police judiciaire de la police nationale ou de la gendarmerie nationale territorialement compétent de tous crimes, délits ou contraventions dont ils ont connaissance.
Ils adressent sans délai leurs rapports et procès-verbaux simultanément au maire et, par l'intermédiaire des officiers de police judiciaire mentionnés à l'alinéa précédent, au procureur de la République »
— Art. 21-2 du Code de procédure pénale

Pour cela, les agents de police municipale sont Agents de police judiciaire adjoints et sont chargés : 
« (...) de seconder, dans l'exercice de leurs fonctions, les officiers de police judiciaire ;
De rendre compte à leurs chefs hiérarchiques de tous crimes, délits ou contraventions dont ils ont connaissance ;
De constater, en se conformant aux ordres de leurs chefs, les infractions à la loi pénale et de recueillir tous les renseignements en vue de découvrir les auteurs de ces infractions, le tout dans le cadre et dans les formes prévues par les lois organiques ou spéciales qui leur sont propres ;
De constater par procès-verbal les contraventions aux dispositions du code de la route dont la liste est fixée par décret en Conseil d'État.
Lorsqu'ils constatent une infraction par procès-verbal, les agents de police judiciaire adjoints peuvent recueillir les éventuelles observations du contrevenant »
— Art. 21 du Code de procédure pénale
Les agents de police municipale exercent les compétences mentionnées ci-dessus, qui leur sont dévolues par le code de procédure pénale et par les lois spéciales. En tant qu’Agents de police judiciaire adjoints, les agents ne disposent pas des mêmes prérogatives qu’un officier de police judiciaire (OPJ), notamment en matière d’enquête. Leur rôle est d’assister et de constater sous l’autorité des OPJ.
Pendant l'exercice de leurs fonctions sur le territoire d'une commune, ils sont placés sous l'autorité du maire de cette commune.
Les gardes champêtres sont quant à eux des agents chargés de certaines fonctions de police judiciaire à l'article 15.3° du code de procédure pénale. Ils peuvent dans le cadre d'atteintes aux propriétés et à l'environnement procéder à des actes d'enquêtes sauf la garde à vue.

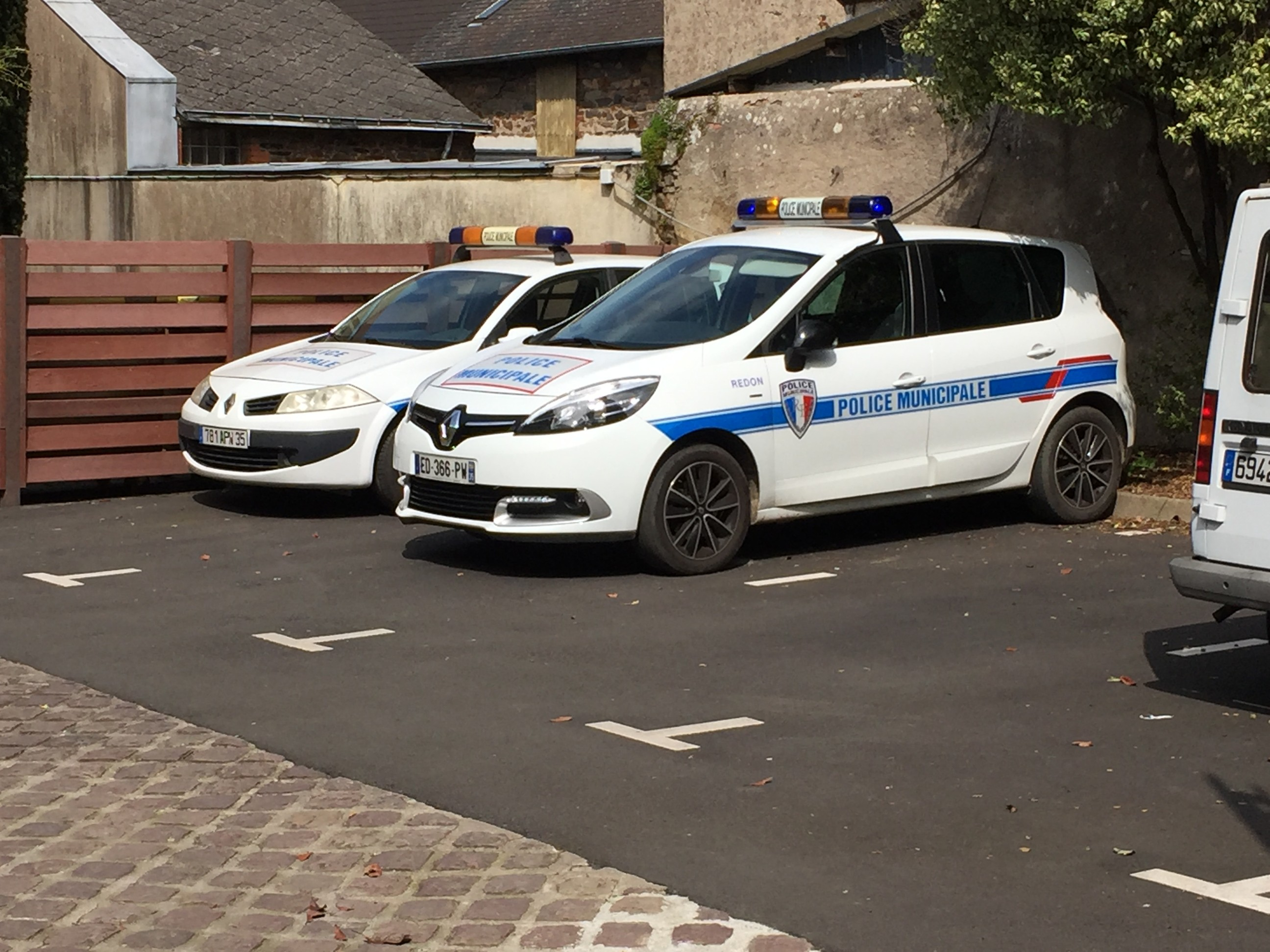
Police Municipale de Redon.

Le travail de la police municipale se fait en coordination avec les autres forces de police et de gendarmerie : une convention définissant la nature et les lieux des interventions des agents de police municipale et déterminant les modalités selon lesquelles ces interventions sont coordonnées avec celles de la police et de la gendarmerie nationale, est obligatoire pour les services de police municipale qui excèdent 5 agents.
La police municipale est placée sous le contrôle du Ministère de l'intérieur, qui peut faire vérifier l'organisation et du fonctionnement d'un service de police municipale par une inspection générale de l'État, telle que l'IGPN. 
La Police municipale est aujourd'hui officiellement reconnue par le ministère de l'intérieur comme troisième composante des forces de sécurité intérieure à côté de la Police nationale et de la gendarmerie nationale. La police municipale est dotée d'un code de déontologie ainsi que d'une carte professionnelle.
Conformément aux dispositions des articles L 2212-5 (alinéa 4) et L 2212-9 du CGCT, il peut exister des polices municipales intercommunales dans certaines intercommunalités ou groupements de communes, mais, même en ce cas, les policiers recrutés dans le cadre intercommunal sont considérés comme mis à disposition de chaque maire dans sa commune pour l'exercice de son pouvoir de police dont il reste seul titulaire.
Les policiers municipaux peuvent être armés sur demande du maire de la commune au préfet du département concerné. Ce port d’arme des policiers municipaux est soumis à autorisation préfectorale, délivrée sur demande motivée du maire, après une formation obligatoire (formation préalable à l’armement) et dépend des catégories d’armes (B, C, D).
Le policier municipal exerce ses fonctions après avoir reçu la Formation Initiale d'Application, d'une durée de six mois, complétée par deux semaines d'aptitude au tir, appelées Formation Préalable à l'Armement, s'il est armé en catégorie B, C et/ou D, et avoir été agréé par le procureur de la République et le Préfet de département compétents. Un arrêté en date du 14/04/2017 modifiant celui du 03/08/2007 fixe la durée de formation pour chaque arme qu'un policier municipal sera susceptible de porter pendant l'exercice de ses missions. 
Il prête aussi serment avant d'entrer en fonction devant le tribunal d'instance ou de grande instance de son territoire de rattachement. 
Les procès-verbaux qu'il dresse sont adressés soit au procureur de la République de sa circonscription par l'intermédiaire des officiers de police judiciaire territorialement compétents, soit à l'officier du ministère public selon les circonstances.
L'unification de tous les uniformes et de la signalétique de tous les véhicules a été réalisée afin de bien identifier cette composante par rapport aux autres forces de police, et la constitution du cadre d'emplois de catégorie "A" de la fonction publique territoriale avec le grade de directeur de police municipale a été décidée pour diriger les corps de police municipale dépassant 20 agents (neuf décrets en date du 17 novembre 2006) modifié par le décret n° 2014-1597 du 23 décembre 2014.

### Compétences

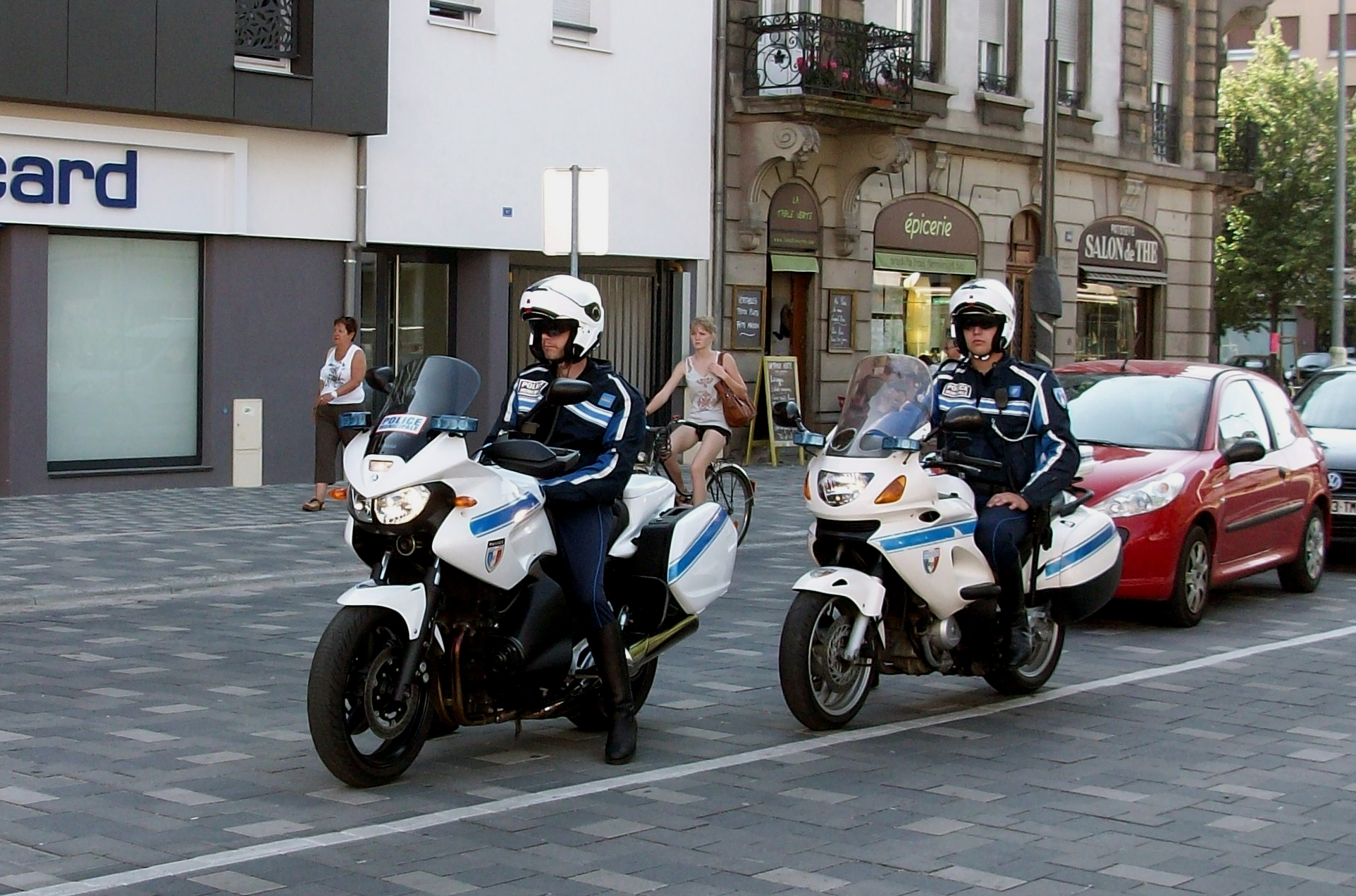
Motards de la police municipale de Strasbourg.

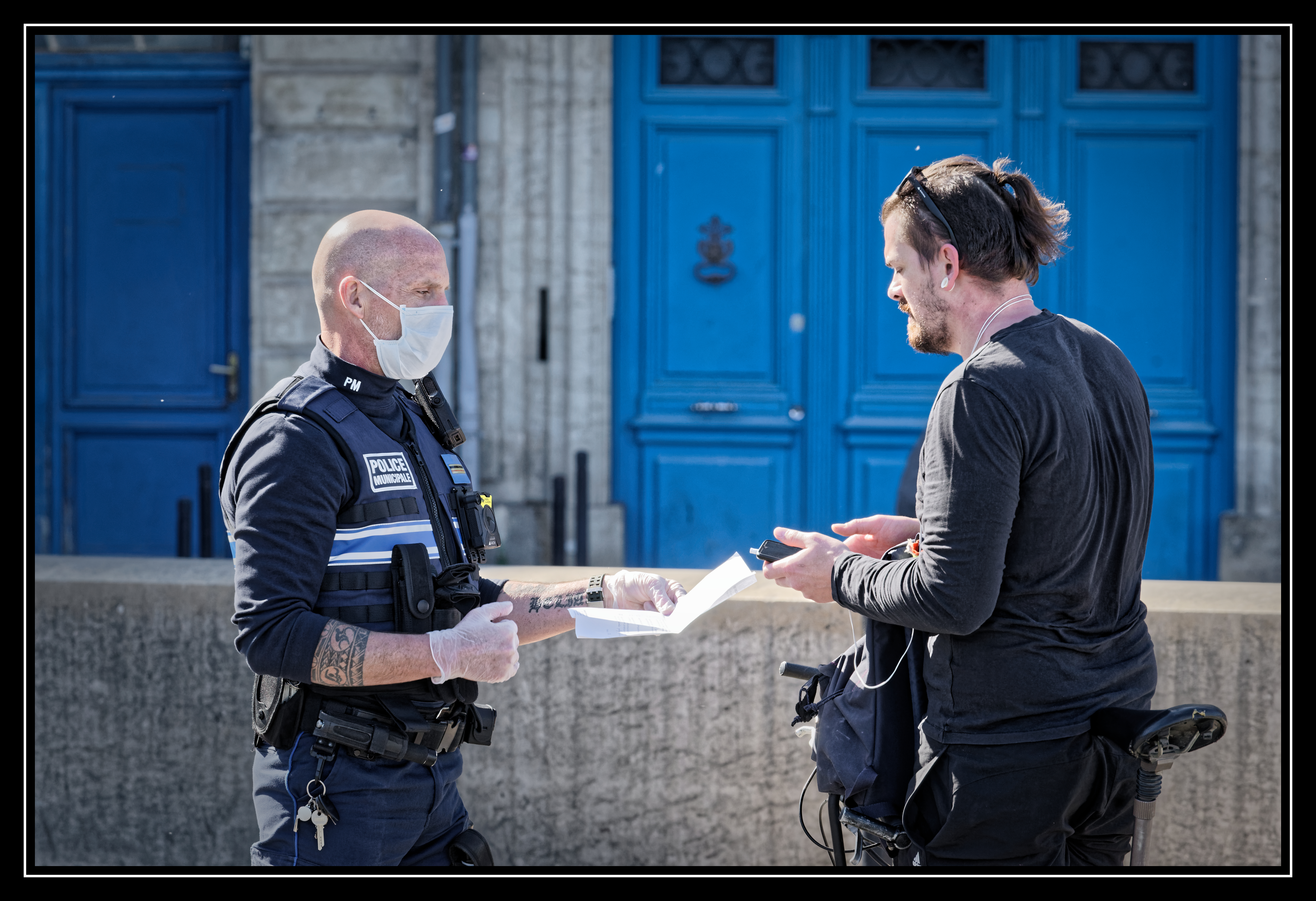
Contrôle d'un policier municipal de la Ville de Bordeaux durant la pandémie de Covid-19 de 2020.

Les policiers municipaux sont chargés des domaines de compétence suivants :
- assurer le bon ordre, la sécurité, la sûreté, la salubrité et la tranquillité publiques (article L511-1 du Code de la sécurité intérieure et article L2212-2 du Code général des collectivités territoriales) ;
- la bonne application des arrêtés municipaux ;
- le relevé des infractions routières ;
- le relevé des infractions au code de la voirie routière (L116-2 du code de la voirie routière), au code de l'urbanisme et à bien d'autres textes.

Les policiers municipaux en tant qu’APJA ne disposent pas des pleins pouvoirs d’enquête des officiers de police judiciaire (OPJ), et leurs actes doivent être placés sous supervision de ces derniers.

#### Projets d'évolutions
Le projet de la Loi d'orientation et de programmation pour la performance de la sécurité intérieure (LOPPSI 2) de 2010, prévoyait la possibilité de reconnaître la qualité d'agent de police judiciaire aux directeurs de police municipale (catégorie A) dont le service compte plus de 20 agents. Ce projet était controversé : apprécié par les uns, il était critiqué par les forces de police ou de gendarmerie nationale, qui ne souhaitent pas voir la police municipale mise à égalité de fonction et de statut avec les leurs. Ce projet ne s'accompagnait d'ailleurs d'aucune amélioration de rémunération et de statut des policiers municipaux, et l'association des maires de France a fait connaître son opposition à ce projet en estimant que « la sécurité publique est une mission régalienne qui doit être assurée par l’État. Certes, les collectivités ont un rôle à jouer, mais nous sommes opposés à ce désengagement croissant qui vise notamment à compenser les baisses d’effectifs de la police nationale par de plus grands pouvoirs aux policiers municipaux ». Certains estimaient par ailleurs que la compétence d'agent de police judiciaire est de fait inadaptée à ces cadres de catégorie « A » essentiellement chargés d'encadrer et d'animer des services de taille importante, de travail administratif, et qui n'ont donc pas un rôle particulier d'enquêteur.
Le Conseil constitutionnel a invalidé, par sa décision du 10 mars 2011, cette disposition, ainsi que d'autres figurant dans le texte adopté par le Parlement,, car ces personnels n'étaient pas « mis à la disposition des officiers de police judiciaire », « eux-mêmes placés sous le contrôle direct et effectif de l'autorité judiciaire » et restaient sous l'autorité de leur employeur, en violation des principes constitutionnels. Le texte publié ne comprend donc pas ces dispositions

## Grades
La filière sécurité de la fonction publique territoriale comprend trois cadres d'emplois pour les policiers municipaux : 
- Les agents de police municipale, classés en catégorie « C », régis par le décret no 2006-1391 du 17 novembre 2006 sont : (deux grades : gardien - brigadier et brigadier-chef-principal)

| Visuel | Grade (abréviation)                                                                                | Appellation              |
|        | Gardien stagiaire (pendant 1 an)                                                                   | Gardien stagiaire        |
|        | Gardien                                                                                            | Gardien                  |
|        | Brigadier (n'est plus un grade, mais l'appellation des Gardiens-brigadiers ayant 4 ans de service) | Brigadier                |
|        | Brigadier-chef-principal BCP                                                                       | Brigadier-chef-principal |

Le cadre d'emploi des agents de police municipale a pour mission : 
- exécuter les missions de police administrative et judiciaire relevant de la compétence du maire en matière de prévention et de surveillance du bon ordre, de la tranquillité, de la sécurité et de la salubrité publiques
- assurer l’exécution des arrêtés de police du maire
- constater par procès-verbaux les contraventions à ces arrêtés ainsi qu’aux dispositions des codes et lois pour lesquelles ils sont compétents

Le brigadier-chef-principal est le premier grade d'encadrement de la police municipale. Il peut être chef de brigade mais aussi seconder un chef de service de police municipale en tant que chef adjoint d'une moyenne police municipale, ou être chef d'une petite police municipale.
- Les chefs de service de police municipale, classés en catégorie « B », régis par le décret no 2011-444 du 21 avril 2011[1],[2], sont classés en un échelon de stagiaire et trois grades :

| Visuel | Grade (abréviation)                         | Appellation                                 |
|        | Chef de service stagiaire (pendant 1 an)    | Chef de service stagiaire (Sous-lieutenant) |
|        | Chef de service CDS                         | Chef de service (Sous-lieutenant)           |
|        | Chef de service principal de 2e classe CDS  | Chef de service (lieutenant)                |
|        | Chef de service principal de 1re classe CDS | Chef de service (capitaine)                 |

Le cadre d'emploi des chefs de service de police municipale a pour mission : 
- d'organiser un service (brigade de sûreté nocturne, canine ...)
- d’encadrer et coordonner l’action des agents de police municipale
- d’exécuter les missions de police administrative et judiciaire relevant de la compétence du maire en matière de prévention et de surveillance du bon ordre, de la tranquillité, de la sécurité et de la salubrité publiques
- Les directeurs de police municipale, classés en catégorie « A », régis par le décret no 2006-1392 du 17 novembre 2006[1], ont deux grades :

| Visuel | Grade (abréviation)                | Appellation                      |
|        | Directeur stagiaire (pendant 1 an) | Directeur stagiaire (commandant) |
|        | Directeur DPM                      | Directeur (commandant)           |
|        | Directeur principal DPM            | Directeur (commandant)           |

Le cadre d'emploi des directeurs de police municipale a pour mission : 
- assurer la direction fonctionnelle et opérationnelle des services de la police municipale
- encadrer les agents des cadres d’emplois des chefs de police municipale et des agents de police municipale
- concevoir, mettre en œuvre et superviser les stratégies d’intervention de la police municipale
- gérer et contrôler les procédures administratives.

Le grade de directeur principal de PM est le grade le plus élevé, le fonctionnaire est un manager à haute responsabilité. Ils encadrent les fonctionnaires du grade de directeur de police municipale et l’ensemble des personnels du service de police municipale.

## Organisation

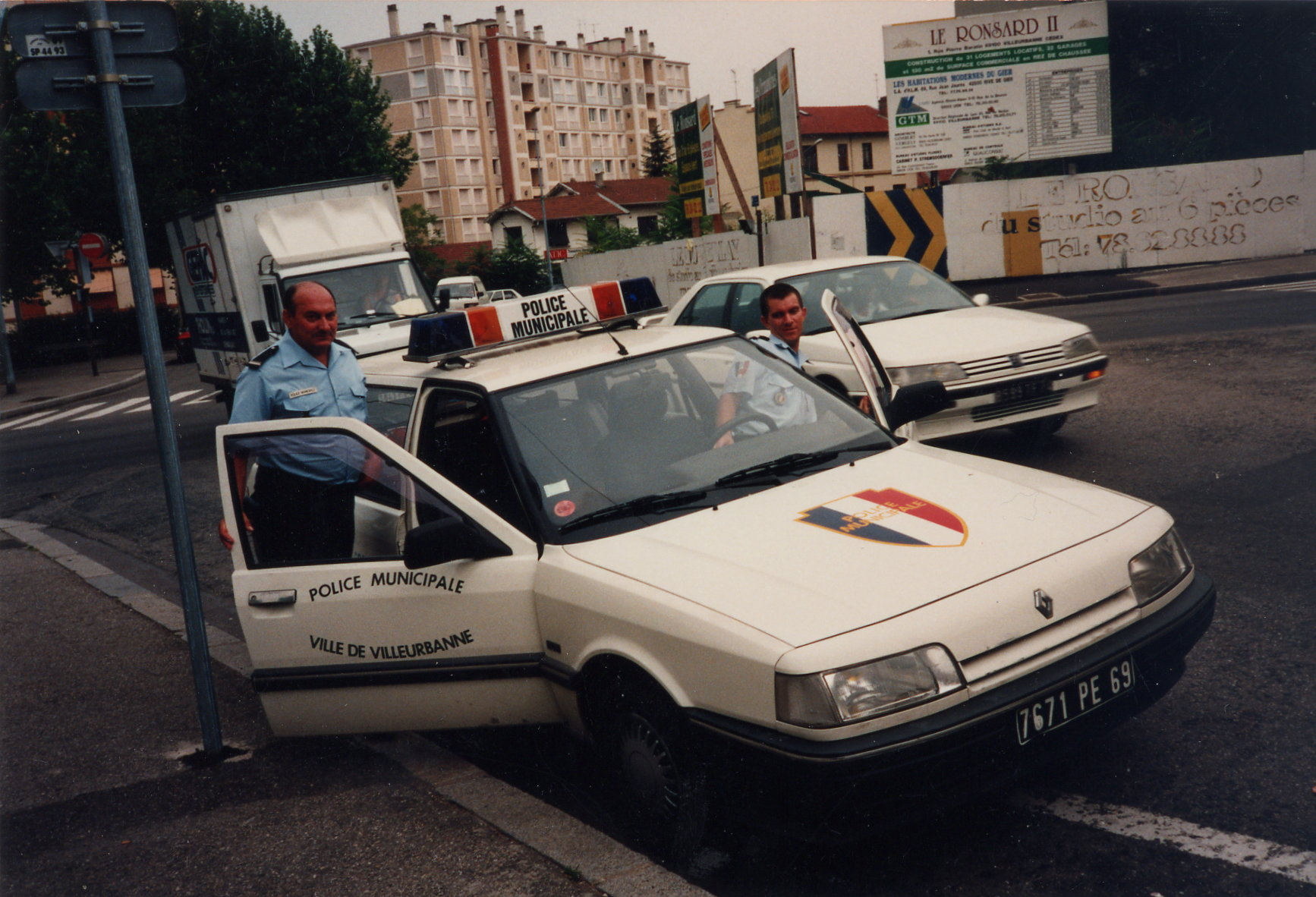
Renault 21 de la Police municipale de Villeurbanne, avant 2005 (pas de sérigraphie au niveau national).

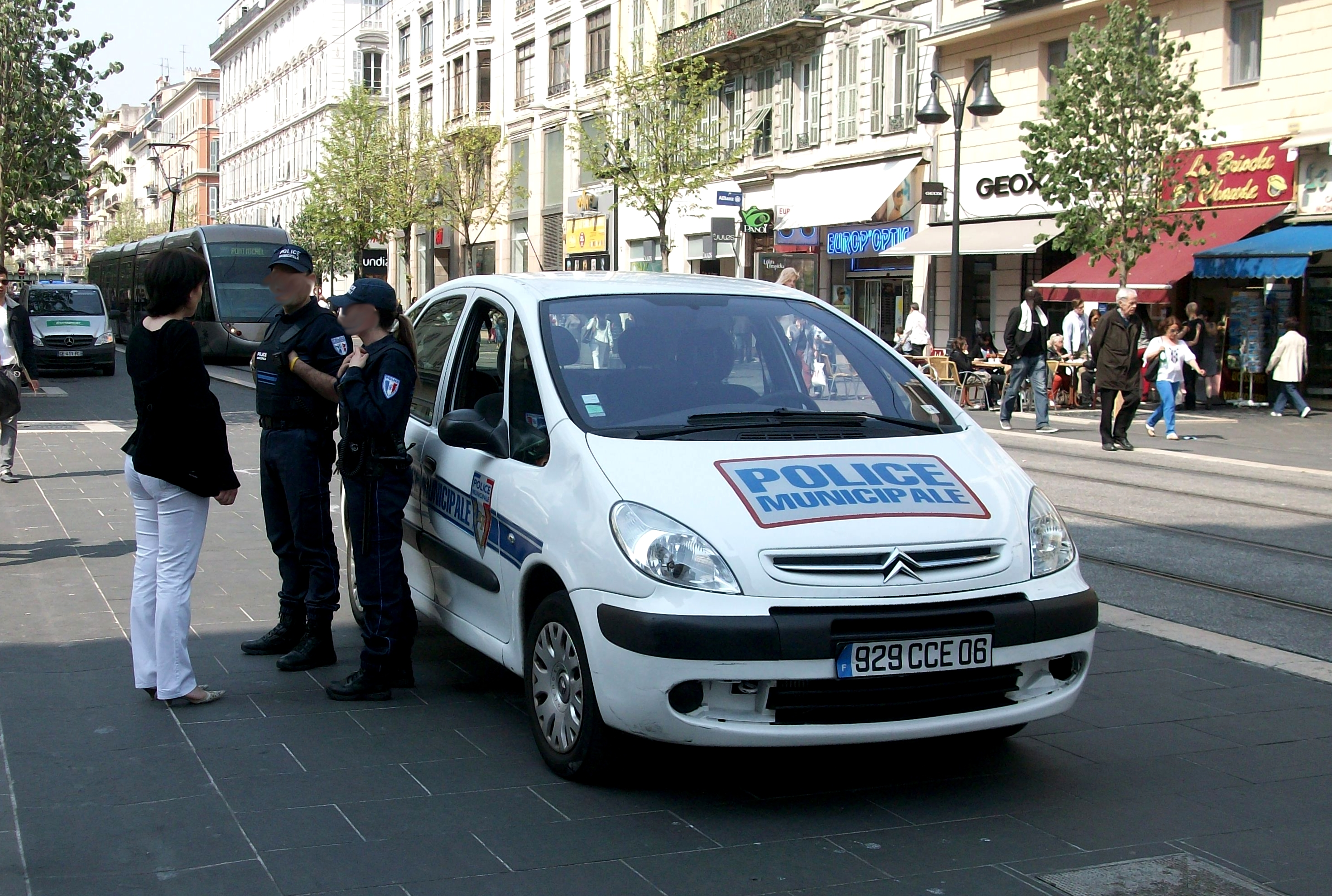
Policiers municipaux de Nice avec un véhicule semi banalisé.

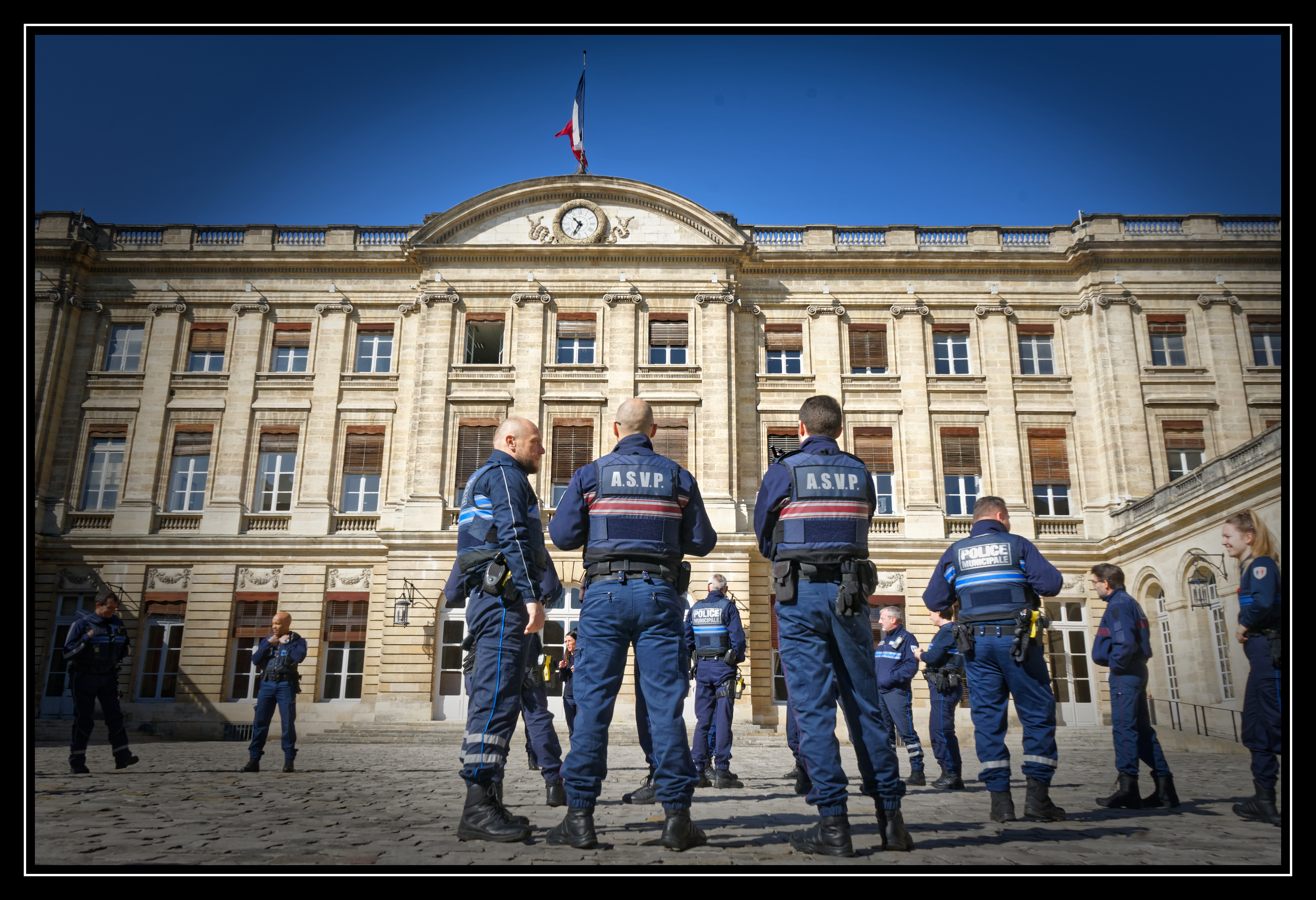
Briefing entre la Direction et les policiers municipaux et agents de surveillance de la voie publique de la Ville de Bordeaux.

La police municipale peut être organisée de manière variable selon la taille et les besoins de chaque commune. Un service de police municipale est généralement structuré en plusieurs brigades ou en groupes, permettant de cibler des missions spécifiques.
Parmi les brigades fréquemment rencontrées, on trouve :
- brigade moto (ou quad) ;
- brigade canine ;
- brigade nautique ;
- brigade équestre ;
- brigade VTT ;
- brigade fourrière ;
- brigade îlotage ;
- brigade des transports en commun ;
- brigade de sûreté nocturne.

Chaque brigade est constituée d’agents formés et spécialisés selon la nature de leur mission. Cette organisation permet d’adapter l’action de la police municipale aux contraintes locales, qu’elles soient urbaines, rurales, ou liées à des contextes spécifiques (transports, espaces naturels, etc.). 
Un cas particulier est celui de la brigade stationnement, chargée de la verbalisation des infractions relatives au stationnement payant, gênant ou en zone bleue. Cette brigade est souvent composée d’Agents de surveillance de la voie publique (ASVP). Ces agents publics, bien qu’ayant des compétences spécifiques notamment pour la verbalisation fréquente du stationnement, ne font pas partie de la police municipale à proprement parler. 
Cependant, dans certaines communes, les ASVP sont placés sous l’encadrement hiérarchique de la police municipale, ce qui facilite la coordination des actions sur le terrain. Leur statut distinct est marqué par des prérogatives plus limitées : ils n’ont pas de pouvoirs judiciaires et ne peuvent par exemple pas procéder à des gardes à vue.
La structure d’une police municipale varie fortement avec la taille de la commune : dans les petites communes, il s’agit souvent d’une force généraliste sans spécialisation notable, tandis que dans les villes moyennes ou grandes, les services disposent de plusieurs brigades spécialisées, ainsi que de fonctions administratives, de commandement, et de soutien (gestion des équipements, vidéoprotection, etc.).

## Équipement

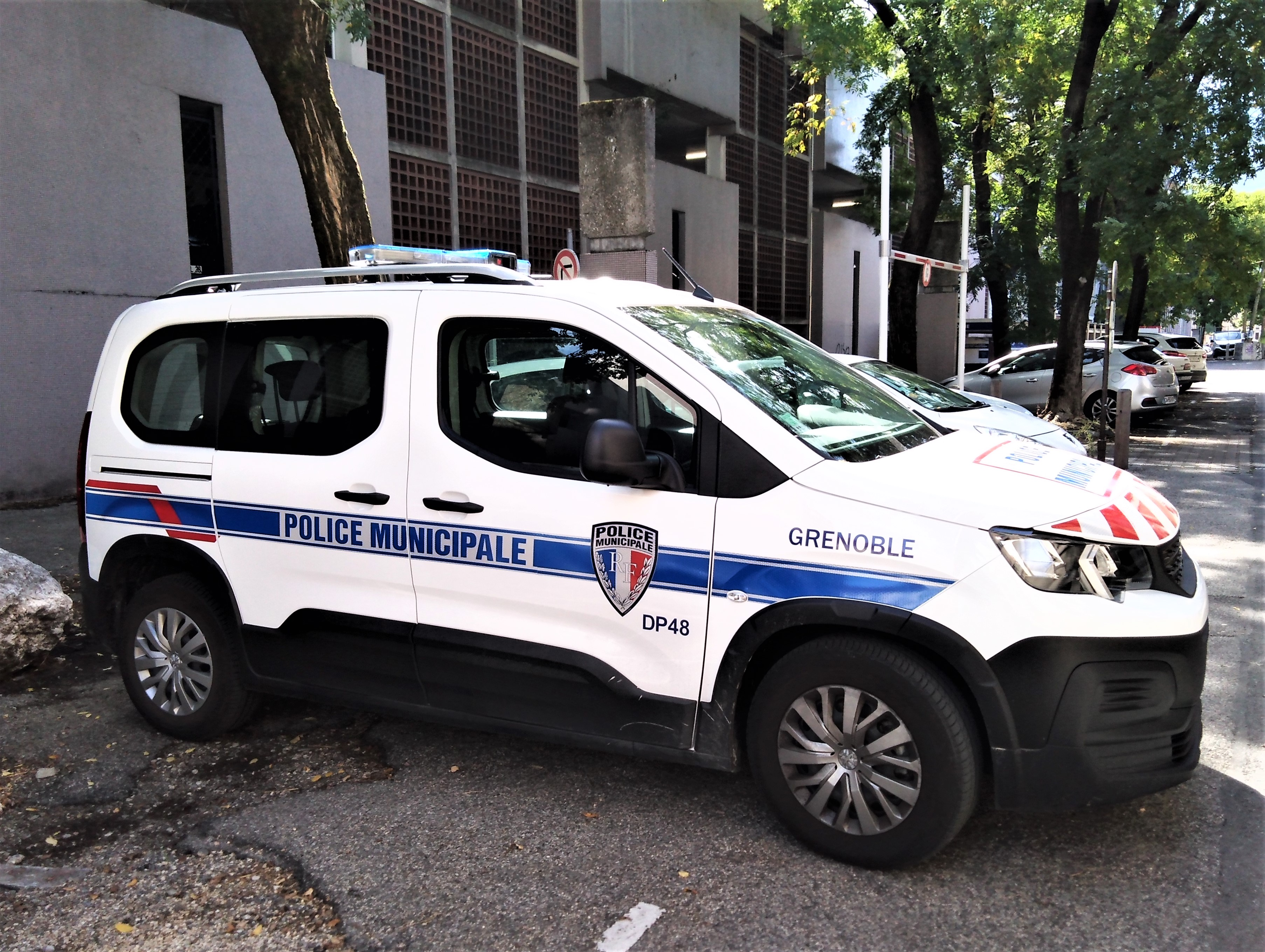
Peugeot Rifter de la police municipale de Grenoble.

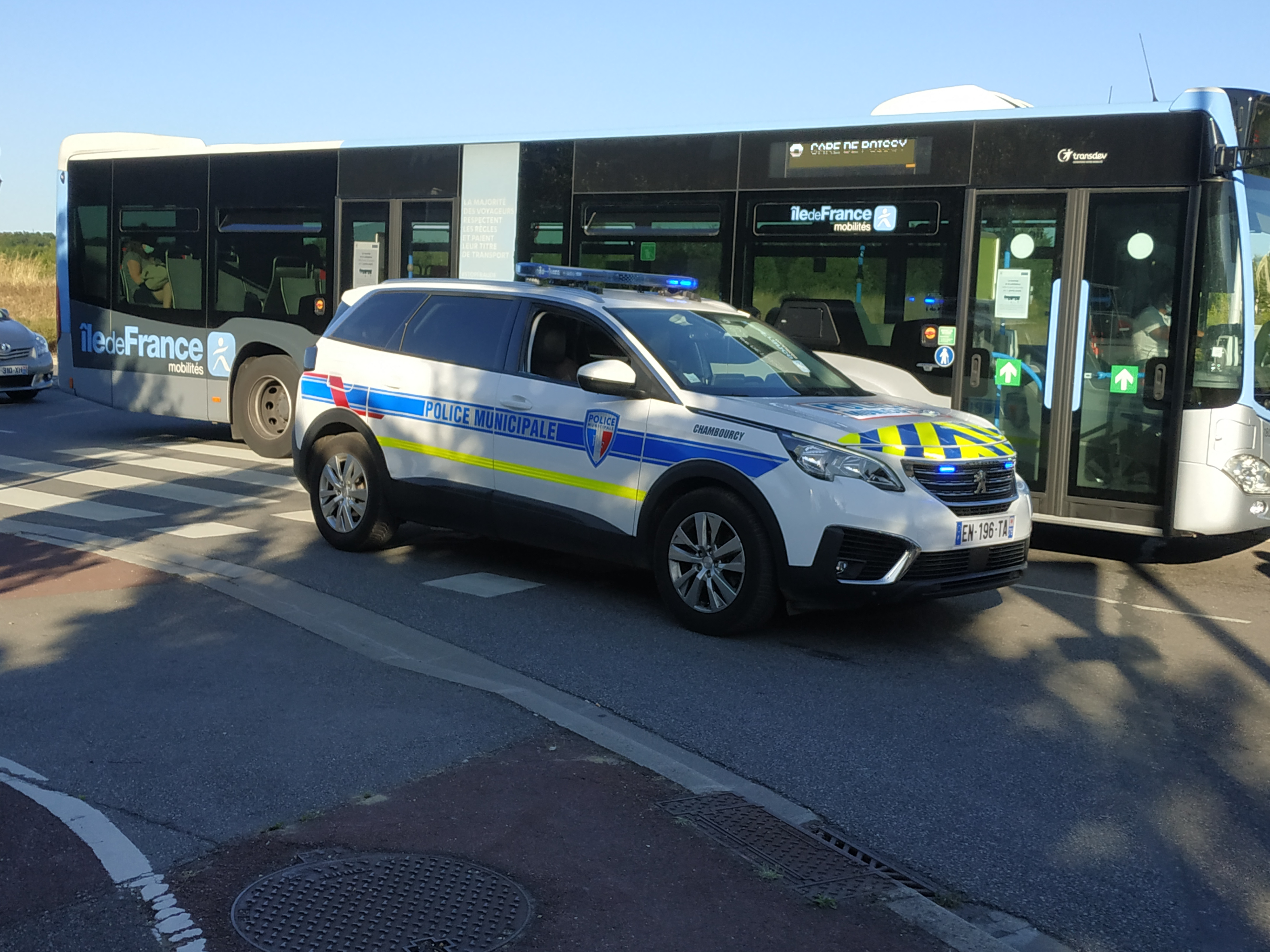
Peugeot 5008 de la police municipale de Chambourcy.

### Armes
L'article R511-12 du Code de la Sécurité Intérieure autorise les policiers municipaux à porter les armes suivantes : 
Catégorie B 1° 1°, 3°, 6° et 8° :
a) Revolvers chambrés pour le calibre 38 Spécial avec l'emploi exclusif de munitions de service à projectile expansif  ;
b) Armes de poing chambrées pour le calibre 7,65 mm ou pour le calibre 9 × 19 (9 mm luger), avec l'emploi exclusif de munitions de service à projectile expansif  ;
c) Armes à feu d'épaule et armes de poing tirant une ou deux balles ou projectiles non métalliques, classées dans cette catégorie par arrêté du ministre de la défense et dont le calibre est au moins égal à 44 mm ;
d) Pistolets à impulsions électriques ;
e) Générateurs d'aérosols incapacitants ou lacrymogènes ;
Catégorie D 2° a et b du 2° :
a) Matraques de type "bâton de défense" ou "tonfa", matraques ou tonfas télescopiques ;
b) Générateurs d'aérosols incapacitants ou lacrymogènes ;
c) Projecteurs hypodermiques ;
Catégorie C 3° 3° :
Armes à feu tirant une ou deux balles ou projectiles non métalliques, classées dans cette catégorie par arrêté du ministre de la défense et dont le calibre est au moins égal à 44 mm.
Les agents de police municipale sont également autorisés à porter les munitions et les systèmes d'alimentation correspondant aux armes qu'ils sont autorisés à porter.

#### L'évolution de l'armement des polices municipales françaises
Avant l'an 2000, il ne semblait pas y avoir des restrictions quant à l'armement des policiers municipaux. Ainsi, la police municipale de Nice était équipée en 1978 de revolvers calibre 357 Magnum de fabrication espagnole (probablement Astra ou Llama), des armes modernes à l'époque où le pistolet en 7,65mm Browning restait courant au sein des différentes forces de sécurité françaises; mais également des fusils à pompe. 
De 2000 à 2016, les polices municipales étaient limitées aux armes de poing suivantes:  armes de poing de calibre 7.65 mm (le 7,65mm Browning étant le plus employé, les autres munitions comme le 7,65mm Long ou le 7,65mm Parabellum étant peu courantes), et revolvers chambrés en calibre .38 Spécial. Le choix était réduit, ce qui incita certains fabricants comme Manurhin et Ruger à proposer une version "police municipale" de leur revolver, ici le MR 88 ou le SP 101.
Depuis 2016, les pistolets en calibre 9mm Parabellum sont autorisés, permettant aux policiers municipaux d'employer des armes plus adaptées .
Cet accès à des armes de service modernes est à mettre en parallèle avec les attentats terroristes de 2015, durant lesquels une jeune policière municipale de Montrouge - qui n'était pas armée- fit partie des victimes.
Depuis 2015, les revolvers chambrés pour la munition .357 Magnum sont autorisés à titre expérimental pour une durée de cinq ans; le but étant d'armer des services de police municipale avec d'anciennes armes de service de la police nationale. En 2021, un décret confirme l'emploi de revolvers en calibre .357 Magnum avec l'emploi exclusif de munitions de calibre .38 Special.
Il faut constater que la majorité des polices municipales détentrices d'armes à feu ont opté pour le pistolet de calibre 9mm Parabellum, loin devant les revolvers. Les armes de poing de calibre 7,65mm semblent presque avoir totalement disparu de l'inventaire des polices municipales.
Des armes de poing tirant une ou deux balles ou projectiles non métalliques comme des Flash-Ball de type superpro peuvent aussi être employés par les polices municipales.

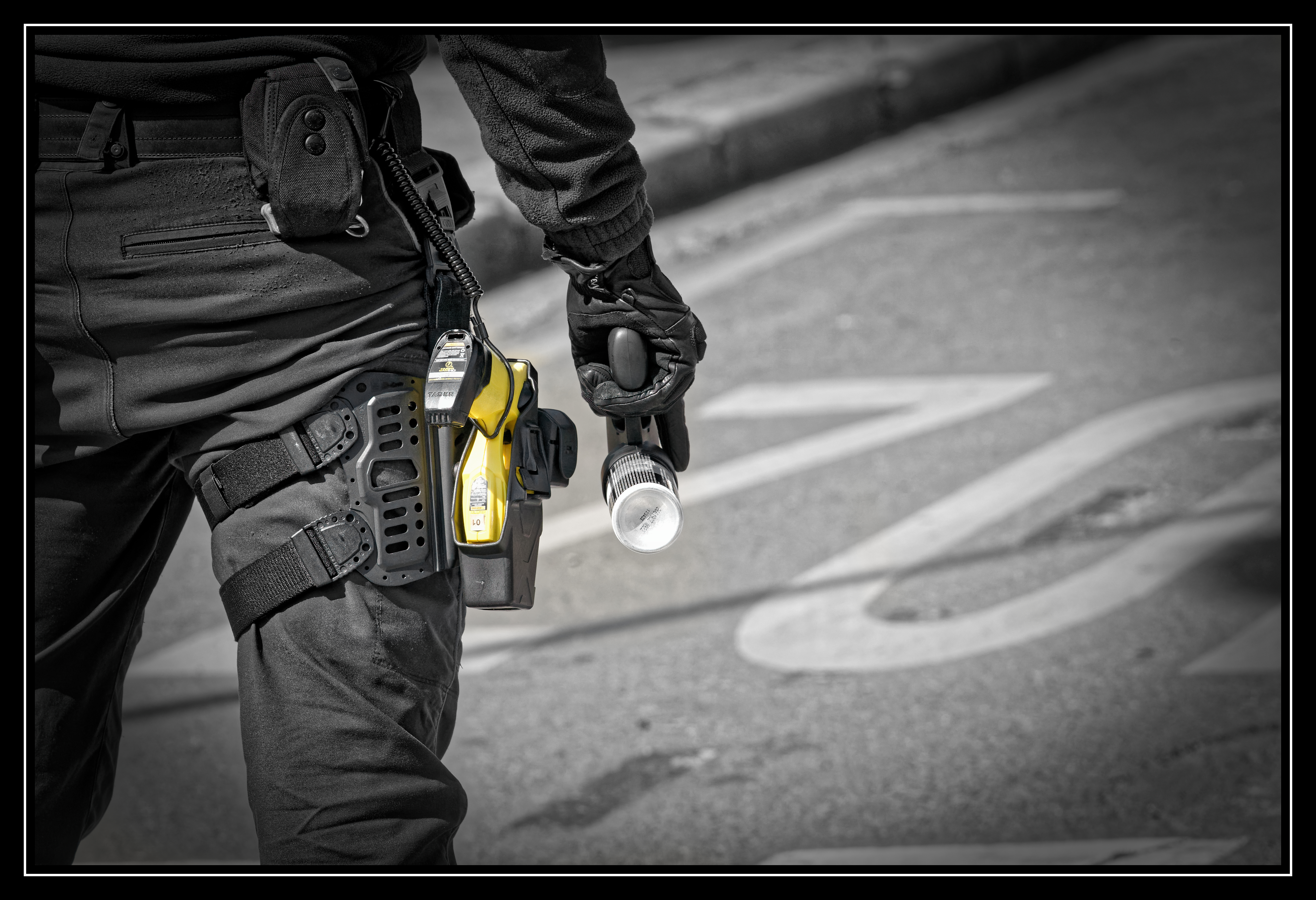
Générateur d'aérosols incapacitants ou lacrymogènes (GAIL) et Pistolet à Impulsion Électrique (PIE) dont sont équipés les policiers municipaux de la Ville de Bordeaux.

Par ailleurs, le gouvernement Fillon a promulgué en septembre 2008 le décret n° 2008-993, autorisant la police municipale à être dotée de pistolets à impulsion électrique (ou Taser), classés en armes de catégorie B. Le Conseil d'État a annulé le 2 septembre 2009 ce décret, en jugeant qu'il ne prévoyait pas « les précautions d'emploi de l'arme, les modalités d'une formation adaptée à son emploi et la mise en place d'une procédure d'évaluation et de contrôle périodique nécessaire à l'appréciation des conditions effectives de son utilisation par les agents de police municipale », en contradiction avec les exigences législatives applicables.
Un décret du 26 mai 2010 autorise de nouveau le port de cette arme par la police municipale sous conditions de formation et que l'arme dispose de moyens d'enregistrement audio et vidéo pour tracer toute utilisation. La signature de ce décret intervient toutefois alors que Comité de l'ONU contre la torture a réitéré, le 10 mai 2010, sa préoccupation sur le sujet : « ce que l’usage de ces armes peut provoquer une douleur aigüe, constituant une forme de torture, et que dans certains cas, il peut même causer la mort, ».
L'armement reste à la discrétion du maire et soumis à l'autorisation du préfet pour le port autorisé en service sur le territoire communal.
En 2016, sur 21 636 agents, 9 434 était dotés d'armes à feu, soit 43,6% des policiers municipaux français. Seuls 3 592 agents n'avaient aucune arme en dotation toutes catégories (B,C,D) confondues. Ce chiffre dépasserait les 50% en 2019. Peu à peu, l'armement des polices municipales tend à évoluer, de fait les revolvers Manurhin MR88 jusqu'à présent arme de dotation de référence des polices municipales sont remplacés par des modèles plus récents tels que le pistolet autrichien Glock 17, le pistolet croate HSP XDM 9 ou encore le pistolet en dotation dans la police nationale le Sig Sauer SP 2022, ces derniers sont adoptés par les agents de Montargis en septembre 2017 de Mions en février 2018 de Carcassonne en septembre 2018, ou encore ceux de Valence en mars 2019.
En 2025, le taux de policiers municipaux portant une arme atteint désormais les 56% .

### Véhicules

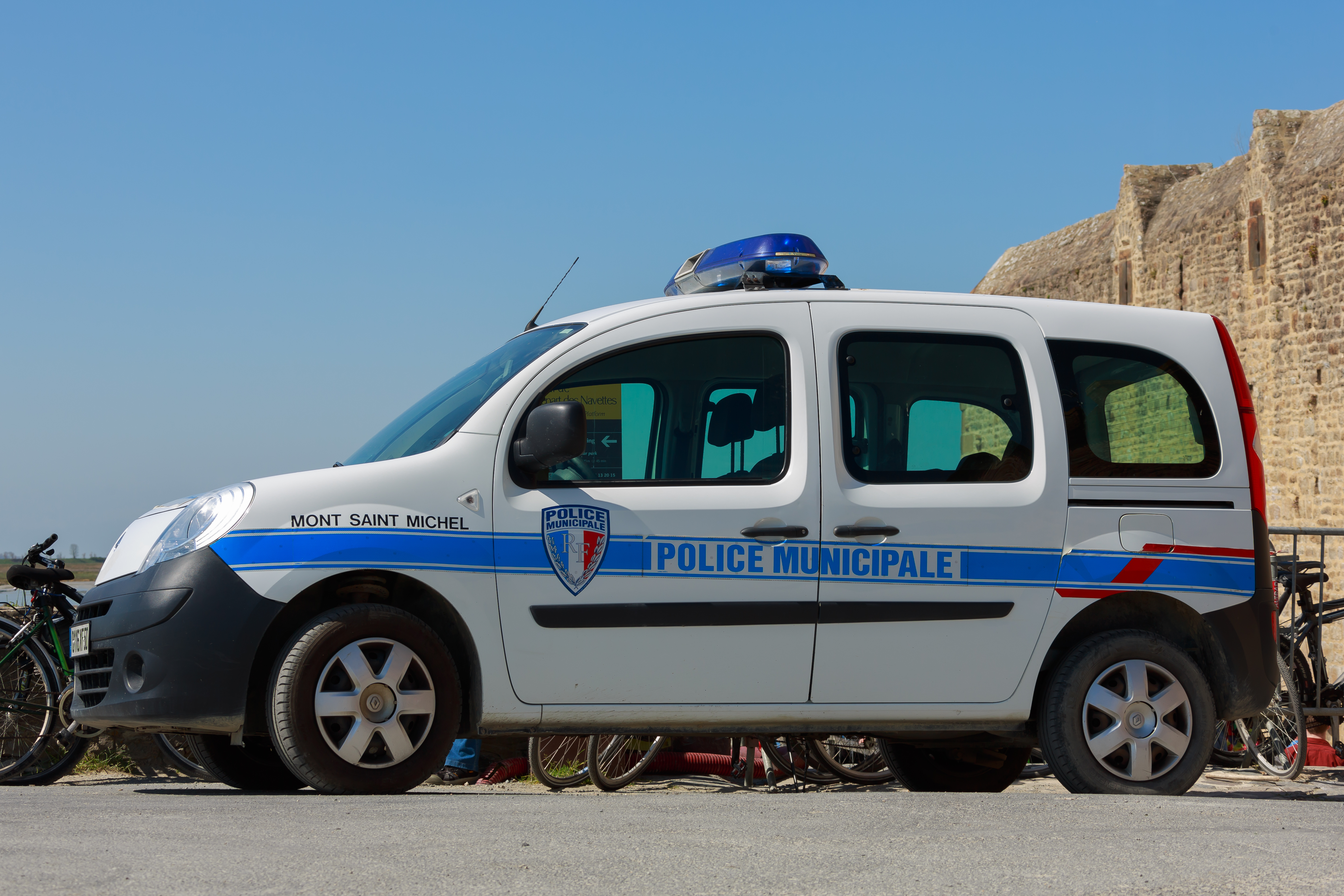
Renault Kangoo de la police municipale du Mont Saint-Michel.

Le choix des véhicules utilisés par la police municipale est effectué par appel d’offres au niveau de chaque commune ou groupement intercommunal. Du fait de cette gestion décentralisée, le parc automobile est très hétérogène d’un territoire à l’autre et reflète à la fois les besoins opérationnels locaux et les moyens financiers disponibles.
On retrouve ainsi une large diversité :
- voitures légères : citadines, berlines, monospaces,
- utilitaires légers et fourgons,
- motos et scooters dans les zones urbaines denses,
- véhicules tout-terrain (4x4) dans les zones montagneuses ou rurales,
- et, plus ponctuellement, véhicules spécialisés : vélos, VTT, quads, gyropodes, bateaux pour brigades nautiques, voire véhicules électriques ou hybrides pour les communes engagées dans des politiques environnementales.

#### Uniformisation de la sérigraphie
Avant 2005, aucune disposition légale n'encadrait  la sérigraphie des véhicules de la police municipale. Depuis cette date, elle est fixée par décret. 
Le décret n° 2005-425 du 28 avril 2005, modifié depuis, fixe désormais des règles précises destinées à assurer leur identification claire sur l’ensemble du territoire :
- Couleur : carrosserie blanche.
- Bande longitudinale : bande rétro-réfléchissante blanche portant trois bandes horizontales bleu gitane translucide.
- Mentions obligatoires : « POLICE MUNICIPALE » en lettres bleues et écusson de la République française sur les portières.
- Marquage arrière : « bande gitane » rouge à l’arrière du véhicule, associée au nom de la commune ou de l’EPCI propriétaire.

#### Statut routier et équipements
Les véhicules de la police municipale sont classés parmi les véhicules d’intérêt général prioritaires lorsqu’ils utilisent simultanément avertisseurs sonores et feux spéciaux bleus, ce qui leur permet certaines dérogations au Code de la route (priorités, franchissement de feux, dépassements, etc.), toujours dans les conditions de sécurité prévues par la loi.
Ils sont équipés conformément aux normes en vigueur :
- feux bleus homologués,
- avertisseurs sonores réglementaires,
- dispositifs de communication sécurisés (radio, parfois réseaux partagés avec la police nationale ou la gendarmerie),
- et, pour certains services, systèmes de lecture automatisée des plaques d’immatriculation (LAPI).

### Caméras mobiles
Dans l'exercice de leurs missions, les agents de police municipale peuvent être autorisés, par le représentant de l’État dans le département, à procéder en tous lieux, au moyen de caméras individuelles, à un enregistrement audiovisuel de leurs interventions lorsque se produit ou est susceptible de se produire un incident, eu égard aux circonstances de l'intervention ou au comportement des personnes concernées. Les caméras sont portées de façon apparente et un signal lumineux indique si la caméra enregistre.

## Salaire
Le salaire de base d’un fonctionnaire dépend de son cadre d’emploi, de son grade, mais surtout de son échelon. L’échelon permet d’apprécier l’ancienneté de l’agent.
Il va varier de 1806 € (catégorie C) pour le premier échelon au premier grade de Gardien-Brigadier stagiaire à 2 486 € pour un directeur de police municipal pour le premier échelon (catégorie A).
A ces salaires de base, les policiers municipaux peuvent recevoir des indemnités dont les montants varient selon les collectivités. Ils peuvent bénéficier d' heures supplémentaires rémunérées, de nombreuses primes et astreintes. Les salaires seront compris entre 1 800 € et 5 500 € nets.
- Grades
- Ancienneté
- Responsabilité
- Contraintes ou sujétions particulières
- Atteinte des objectifs d'intervention sur le terrain
- Niveau d'organisation de prévention/dissuasion